# Ephedra trifurcata
Ephedra trifurcata är en kärlväxtart som beskrevs av Zöllner. Ephedra trifurcata ingår i släktet efedraväxter, och familjen Ephedraceae. Inga underarter finns listade i Catalogue of Life.